# Milad Karimi
Milad Karimi (kaz. Милад Карими; ur. 21 czerwca 1999 w Ałmaty) – kazachski gimnastyk, olimpijczyk z Tokio 2020, wicemistrz Azji.

## Życie prywatne
Jego ojciec jest Irańczykiem, a matka Rosjanką.

## Udział w zawodach międzynarodowych

### Igrzyska olimpijskie
| Igrzyska   | Konkurencja           | Kwalifikacje | Kwalifikacje | Kwalifikacje | Kwalifikacje | Kwalifikacje | Kwalifikacje | Kwalifikacje | Kwalifikacje | Finał  | Finał  | Finał  | Finał  | Finał  | Finał  | Finał  | Finał   |
| Igrzyska   | Konkurencja           | F            | PH           | R            | V            | PB           | HB           | Punkty       | Pozycja      | F      | PH     | R      | V      | PB     | HB     | Punkty | Pozycja |
| ---------- | --------------------- | ------------ | ------------ | ------------ | ------------ | ------------ | ------------ | ------------ | ------------ | ------ | ------ | ------ | ------ | ------ | ------ | ------ | ------- |
| Tokio 2020 | wielobój indywidualny | 14.766 Q     | 11.900       | 13.300       | 14.433       | 13.400       | 14.766 Q     | 82.565       | 25 Q         | 15.033 | 13.266 | 12.866 | 14.066 | 13.966 | 13.333 | 82.530 | 14      |
| Tokio 2020 | ćwiczenia wolne       | 14.766       | —            | —            | —            | —            | —            | 14.766       | 8 Q          | 14.133 | —      | —      | —      | —      | —      | 14.133 | 5       |
| Tokio 2020 | ćwiczenia na drążku   | —            | —            | —            | —            | —            | 14.766       | 14.766       | 2 Q          | —      | —      | —      | —      | —      | 11.266 | 11.266 | 8       |

### Inne zawody
Trzykrotnie brał udział w mistrzostwach świata w gimnastyce sportowej: w 2017, 2018 i 2019. Najwyższym zajętym przez niego miejscem była 9 pozycja w ćwiczeniach wolnych w 2017. Był to jedyny raz, gdy znalazł się w pierwszej dziesiątce mistrzostw świata.
Dwukrotnie wziął udział w mistrzostwach Azji w gimnastyce sportowej: w 2017 i 2019, trzykrotnie zdobywając na nich medale. W 2017 zdobył brąz w ćwiczeniach na drążku. W 2019 został wicemistrzem Azji w ćwiczeniach wolnych i brązowym medalistą w skokach.